# Cavtat
Cavtat (italsky Ragusavecchia) je obec v opčině Konavle v jižní Dalmácii. Patří k nejjižnějším sídlům v Chorvatsku. Je přímořským letoviskem na jadranském pobřeží, v blízkosti Bosny a Hercegoviny a Černé Hory. Nachází se 18 km jihozápadně od Dubrovníku na úzké šíji mezi poloostrovem Rat a pevninou.
Název Cavtat pochází z latinského Civitas vetus. Obec tak byla označována původními obyvateli Cavtatu, kteří uprchli před staletími do Dubrovníku.

## Historie
Na místě dnešního Cavtatu se nacházela řecká kolonie Epidaurum, kterou v roce 228 př. n. l. ovládla Římská říše. Osídlení zde vzniklo v dávné době především díky vynikající strategické poloze poloostrova Rat u otevřeného moře a nedalekému úrodnému Konavelskému polji. Počet obyvatel se postupně zvyšoval a přicházeli osadníci i z Apeninského poloostrova. Osada se později rozvinula do podoby otevřeného města; Římané zde pro pobavení obyvatel vybudovali amfiteátr, kde se konaly gladiátorské hry. V roce 365 se městem v důsledku zemětřesení přehnala vlna tsunami, která zničila téměř polovinu města. V roce 614 město poprvé napadli Slované a Avaři, což donutilo místní obyvatele město opustit. Někteří z nich se vydali podél pobřeží dále na sever a založili Dubrovník.
Město poté, co jej obsadili Slované, připadlo Travuniji. Mezi 13. a 14. stoletím bylo krátce pod vládou Dubrovnické republiky, později jej spravovali také i bosenští a srbští vládci. Roku 1426 jej od posledního z nich odkoupila Dubrovnická republika a její součástí zůstal až do 18. století. Ve středověku zde bylo rozšířeno opevnění, jehož část se do dnešní doby dochovala, a také postaven renesanční zámek. Až do roku 1526 se zde nacházela loděnice; poté nechal Dubrovník stavbu lodí přemístit do Gruži. Pro republiku se stal druhým významným městem a obchodním střediskem. Jeho vojenský význam spočíval především v ochraně Dubrovníku z jihu; lodě bylo možné kotvit v blízkých zálivech, což poskytovalo flotile bezpečí.
Po roce 1806 Cavtat krátce spravovali Francouzi, poté byl součástí Rakousko-Uherska. Od roku 1918 patřil Království Srbů, Chorvatů a Slovinců, později Jugoslávie a od roku 1991 je součástí Chorvatska. Během Chorvatské války za nezávislost obec obsadily v říjnu 1991 jednotky Jugoslávské lidové armády bez jediného výstřelu, vyloupily však několik místních muzeí a exponáty odvezly do nedaleké Černé Hory. Jejich postup vyvolal pobouření na mezinárodní scéně.

## Památky

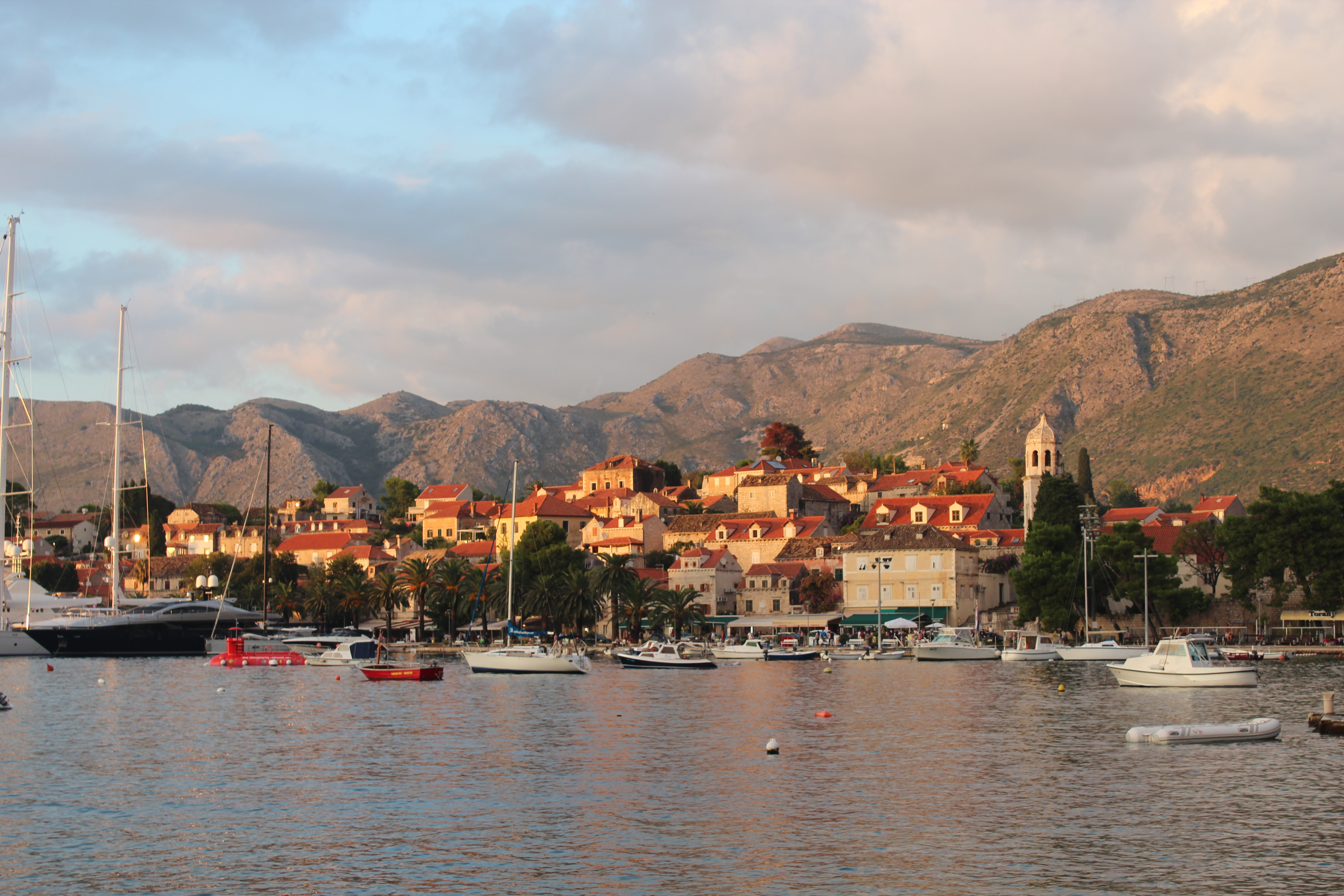
Pohled na Cavtat

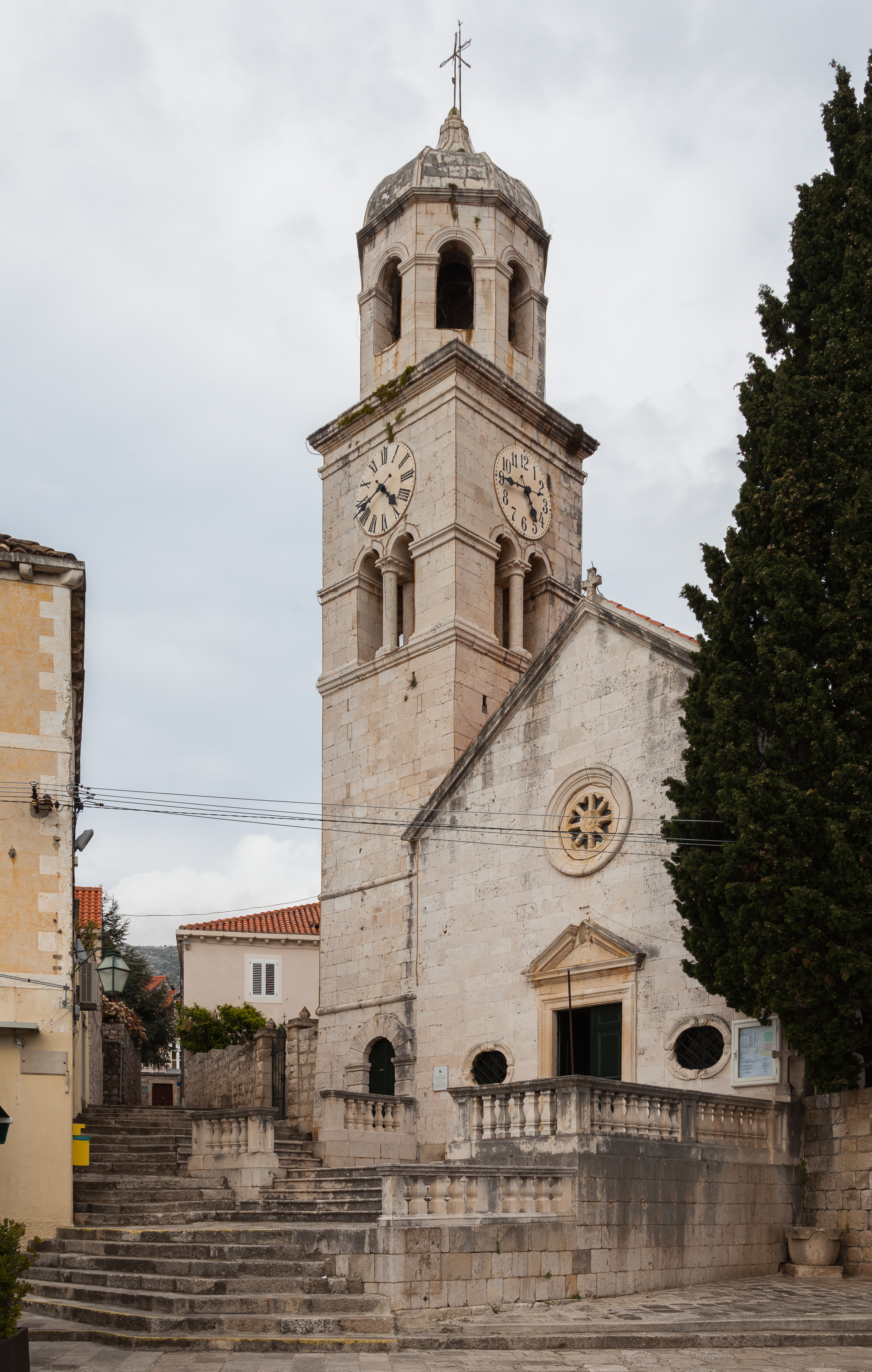
Kostel svatého Mikuláše

Mezi turisty navštěvované památky Cavtatu patří např. mauzoleum rodiny Račić, které navrhl známý chorvatský sochař Ivan Meštrović a které se nachází na hřbitově sv. Roka na poloostrově Rat. Dále se zde nachází řada starých paláců a sídel bohatých námořníků. Dochován je částečně i římský amfiteátr, středověké hradby a renesanční palác Knežev dvor, který v současné době slouží jako galerie. V Cavtatu se nachází také i muzeum Vlaha Bukovace, známého chorvatského malíře přelomu 19. a 20. století, který se zde narodil.

## Ekonomika
Ekonomika Cavtatu záleží především na turistice, především během letní sezóny, a na rybářství. V současné době se zde nachází celkem pět hotelů, z nichž nejznámější je pětihvězdičkový hotel Croatia, vybudovaný v roce 1972.[zdroj?]
Cavtat se nachází na Jadranské magistrále. Do 70. let vedla do obce i železniční trať, která byla později zrušena. Dnes je obec napojena na dubrovnickou síť veřejné dopravy. Východně od Cavtatu se nachází Letiště Dubrovník.

## Významní rodáci
- Vlaho Bukovac (1855–1922), malíř
- Tino Pattiera (1890–1966), operní zpěvák
- Luko Zore (1846–1906), filolog a slavista
- Frano Supilo (1870–1917), politik
- Baltazar Bogišić (1834–1908), etnolog a historik práva
- Niko Koprivica (1889–1944), politik
- Dinko Zlatarić (1558–1613), básník a překladatel
- Raimondo Cunich (1719–1794), humanista